# Metoplisa carbonaria
Metoplisa carbonaria är en tvåvingeart som beskrevs av Kugler 1978. Metoplisa carbonaria ingår i släktet Metoplisa och familjen gråsuggeflugor.
Artens utbredningsområde är Israel. Inga underarter finns listade i Catalogue of Life.